# Jean-François Deniau (DF P3)
Pour les articles homonymes, voir Deniau.
Le Jean François Deniau (DF P3) est un patrouilleur de la Garde-Côtes des douanes françaises.

Ce troisième grand patrouilleur garde-côtes fait partie des moyens nautiques et aériens des garde-côtes de la douane française pour la zone maritime Méditerranée depuis 2015.
Il a été baptisé mardi 7 juillet 2015 à La Seyne-sur-Mer en présence du secrétaire d’État chargé du budget, Christian Eckert, la marraine du bâtiment étant mademoiselle Jeanne Deniau, 7 ans, petite-fille de l’ancien homme politique et écrivain français, Jean-François Deniau décédé en 2007 .

## Conception
C'est une version agrandie des Jacques Oudart Fourmentin et Kermorvan produits par la Socarenam de Boulogne-sur-mer. Avec ses 53 mètres de long il est le plus grand patrouilleur de la Douane française.

## Service
Ses missions principales sont :
- la surveillance des frontières maritimes extérieures de l'Europe,
- la lutte contre l'immigration clandestine,
- la lutte contre les trafics illicites.

Il porte, peint sur chaque bord de son avant, le marquage AEM (Action de l'État en Mer) . Il s'agit de trois bandes inclinées aux couleurs nationales, bleu, blanc, rouge. 
Financé en grande partie par des fonds communautaires européens de la FFE (Fonds Frontières Extérieures) il est aussi employé au profit d'opérations coordonnées par l'Agence européenne FRONTEX.